# Anke Genius
Anke Genius (* 1964 in Bockum-Hövel, Stadtbezirk von Hamm in Nordrhein-Westfalen) ist eine deutsche Rundfunk-Moderatorin.  

## Arbeit
Als jüngste Volontärin ging Anke Genius zum NDR und arbeitete einige Jahre bei NDR 2. Nächste Stationen waren hr3, Radio Bremen Hansawelle und das Berliner Fernsehen. Ab 2001 arbeitete sie bei NDR 1 Niedersachsen. Dort war sie zunächst acht Jahre lang Redakteurin in Oldenburg. Ab 2010 bis 2019 war sie Moderatorin in Hannover. Zudem arbeitet sie als niedergelassene Heilpraktikerin in einer Gemeinschaftspraxis in Hannover.